# Валени (Бучум)
Валени (рум. Văleni) насеље је у Румунији у округу Алба у општини Бучум. Општина се налази на надморској висини од 739 m.

## Становништво
Према подацима из 2002. године у насељу је живело 15 становника, од којих су сви румунске националности.